# Waldprechting
Waldprechting ist ein Dorf und gleichzeitig eine Katastralgemeinde sowie eine Ortschaft im Norden des Bundeslandes Salzburg. Der Ort liegt im Salzburger Seengebiet und ist Teil der Stadtgemeinde Seekirchen am Wallersee im Bezirk Salzburg-Umgebung. In Waldprechting befindet sich ein SOS-Kinderdorf und als kulturelle Sehenswürdigkeit die Filialkirche St. Nikolaus.

## Geographie
Waldprechting liegt westlich von Seekirchen und der Obertrumer Landesstraße (L 102), in 550 m ü. A. auf einer kleinen Anhöhe.
Die Ortschaft Waldprechting umfasst über 400 Gebäude mit heute 1619 Einwohnern (Stand: 2024). Zum Ortschaftsgebiet gehören auch einige Häuser südlich der Landesstraße, das SOS-Kinderdorf Seekirchen sowie die Ortslagen Gröm und Irlach.
Das Katastralgebiet ist wesentlich größer, umfasst 1,5 km² Richtung Nordwesten, mit den Ortschaften Wimm, Schöngumprechting, Zaisberg und Kothgumprechting.

## Geschichte
Ulrich, Heinrich und Konrad von Waldprechting werden 1121 zum ersten Mal urkundlich erwähnt, da sie Güter an das Kloster St. Peter schenkten. Sie können als Dienstmannen (Ministerialen) der Erzbischöfe von Salzburg angesehen werden. 1170 gaben der Burggraf Meingoz (bzw. Megingot) und seine Gattin Diemud das Gut Weitprechting dem Domkapitel von Salzburg. Die viermal verheiratete Diemud(t) von Högl konnte nach dem Ableben ihres zweiten Gemahls, dem Burggrafen Megingot II., das Amt der castallana (Burggräfin) von Hohensalzburg übernehmen. Mit ihrem Tod 1213 enden für die nächsten 300 Jahre die Aufzeichnungen über Waldprechting.

## Kultur und Sehenswürdigkeiten

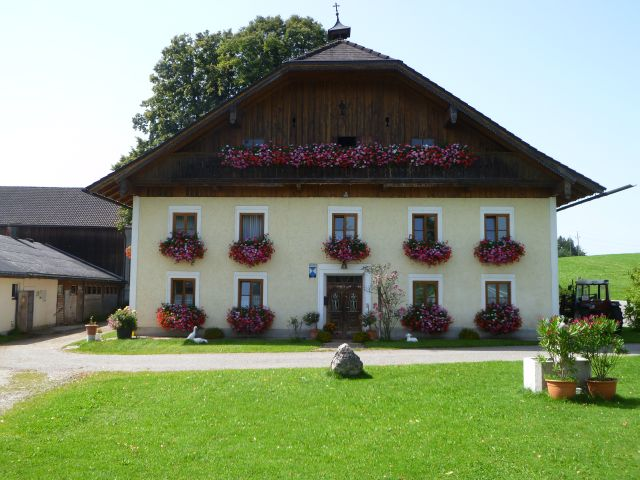
Bischofsgut Waldprechting

- Das Bischofsgut Waldprechting ist ein auffallend mächtiges Steinhaus, das möglicherweise im Kern den Wohnturm der Herren von Seekirchen enthält. Das Gut Waldprechting umfasste die drei Höfe Bischofshof, Wallnerhof und Klampfererhof sowie fünf Mühlen und die St. Nikolauskirche.

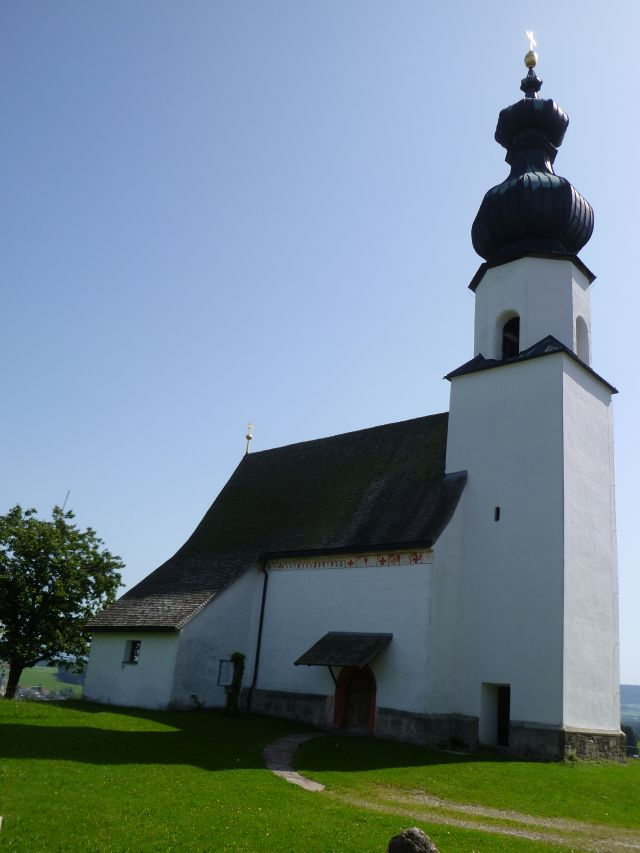
Kirche St. Nikolaus in Waldprechting

- Die Filialkirche Waldprechting kann auf einen 1300-jährigen Bestand zurückblicken. Die Datierung um 700 n. Chr. ergibt sich aus der charakteristischen Form der Steinkirchen im Salzburger Alpenvorland, von diesem Bau sind aber nur mehr wenige Reste übrig geblieben. Die Kirche war als „Eigenkirche“ für den Grundherren und als Friedhofskirche für das Geschlecht errichtet worden. In der Romanik wurde diese erste Kapelle durch einen größeren Bau ersetzt, als Bauherren werden die Herren von Högl, Ministerialen der Salzburger Erzbischöfe, vermutet. Über die Gewährung eines Ablasses wurde um 1500 der Bau der spätgotischen Kirche finanziert. Diese ist  über Fundamenten einer romanischen Vorgängerbaus errichtet worden. 1517 war die Dachtraufe erreicht, und die Widmungsinschrift an der Westwand der Kirchenschiffes („Erzbischohfe Leonhart Van Saltzburg“) mit der Jahreszahl 1519 bezieht sich auf den Abschluss des Kirchenbaues. Die Weihe der Kirche erfolgte am 18. Oktober 1523 durch den Bischof von Chiemsee, Berthold Pürstinger. Im Jahr 1690 wurde nordseitig eine Sakristei angefügt. 1707 erhielt der Turm seine heutige Gestalt; anstelle des gotischen Daches wurde eine achtseitige Glockenhaube mit einem Doppelzwiebeldach aufgesetzt. 1753 wurde das baufällig gewordene spätgotischen Rippengewölbes durch die heute noch bestehende barocke Stichkappentonne ersetzt. Das Eingangstor zur Kirche stammt noch aus der Erbauungszeit der spätgotischen Kirche.

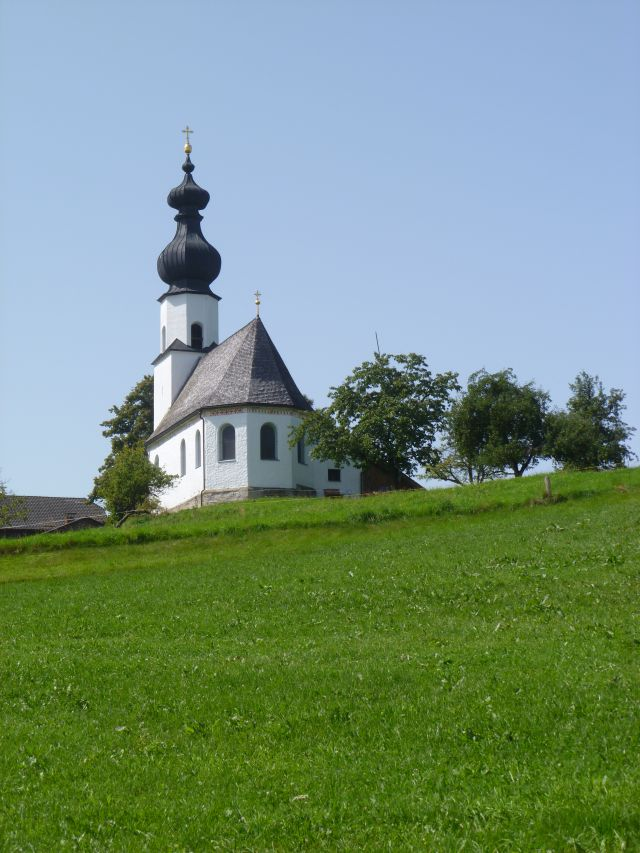
Ostwerk
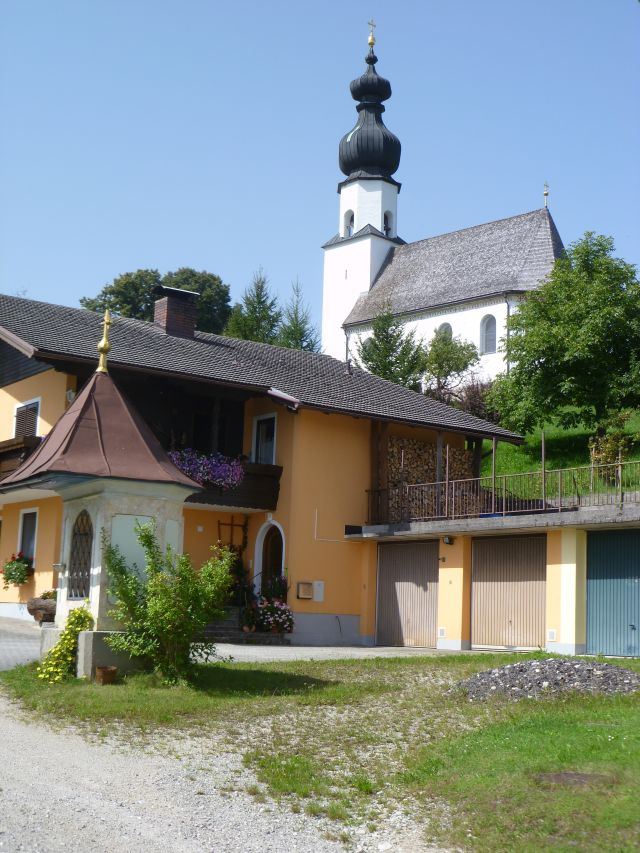
Vom Ort aus gesehen
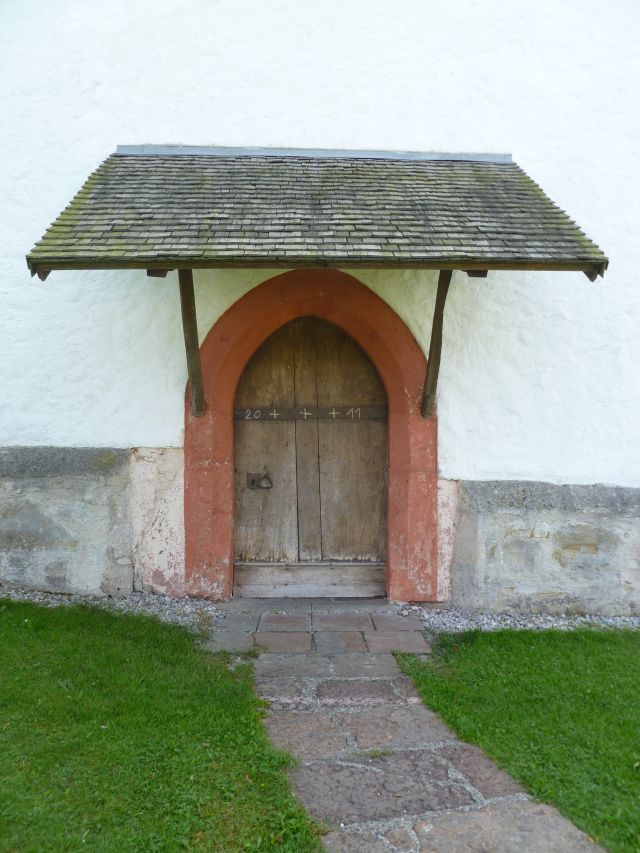
Spätgotische Eingangstür
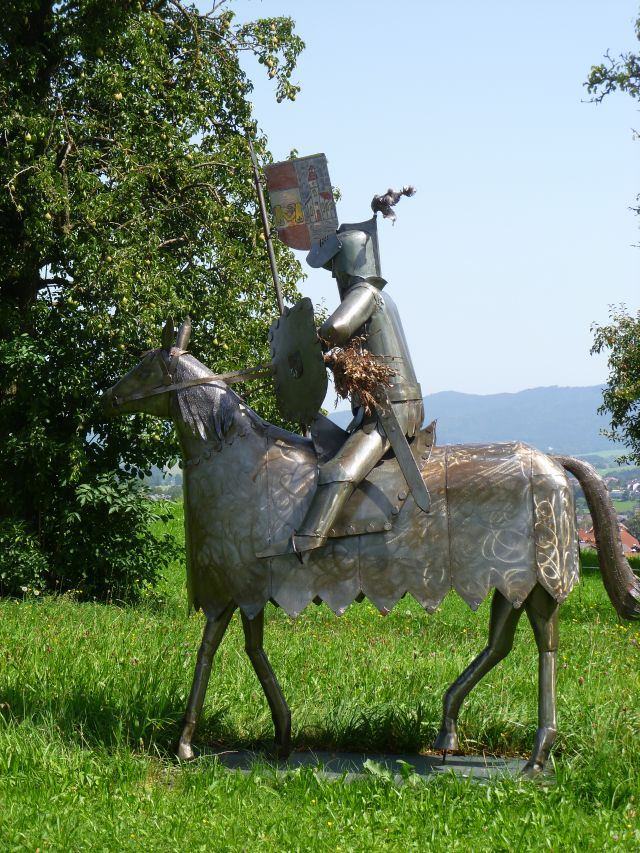
Reiterfigur vor der Kirche